# Greve (rivière)
Pour les articles homonymes, voir Grève (homonymie).
La rivière Greve est un affluent de la rive gauche de l'Arno, qui coule dans la province de Florence, en Toscane (Italie). Sa longueur est de 43 km.

## Géographie
Elle naît à 845 m d'altitude au Mont Quercianella et se jette dans l'Arno près de Florence.
La Greve traverse Greve in Chianti, Ferrone, Falciani, Tavarnuzze, Galluzzo (quartier de Florence), Scandicci, Ugnano, soit tout le Chianti florentin côtoyant la S.S.2 via Cassia.
Quand elle entre dans l'aire florentine à la localité de Galluzzo, elle reçoit les eaux de l'Ema pour ensuite se diriger vers Scandicci.
Elle rejoint l'Arno dans la commune de Florence, à Ugnano.